# 밀란코비치 주기
밀란코비치 이론은 지구의 기후를 변화시키는 지구 자체 운동의 집합적인 효과를 설명하는 이론이다. 구 유고슬라비아 세르비아의 기술자이며 수학자이자 천문학자인 밀루틴 밀란코비치(1879년 5월 28일 - 1958년 12월 12일)의 이름이 붙여졌으며, 밀루틴 밀란코비치는 제1차 세계 대전 중 억류되어 있는 동안 이 이론을 연구하였다.
밀루틴 밀란코비치는 지구 공전 궤도 이심률과 자전축 경사의 변화, 세차운동이 지구의 기후 변화 패턴을 결정한다는 수학적인 가설을 세웠다.
지구의 자전축은 도는 팽이처럼 요동을 하면서 약 26,000년마다 한 바퀴 세차운동을 한다. 한편 지구의 타원 궤도의 축도 반대 방향으로 훨씬 서서히 회전한다. 이러한 운동들은 춘분점과 추분점을 23,000년 주기로 서서히 이동시킨다. 또한 황도면에 대한 지구 자전축의 경사는 41,000년을 주기로 21.5°에서 24.5° 사이를 오르내리는데 현재의 각도는 23.44°이며 서서히 줄어들고 있다.
또다른 천문학적 기후 변화 이론들이 프랑스 수학자인 조세프 아드마와 스코틀랜드 지질학자 제임스 크롤 등에 의해 제시되었지만, 신뢰성 있는 연대의 증거들이 부족했고 어느 주기가 더 중요한지에 대한 논란 때문에 검증이 어려웠다. 그러다 심해 코어를 통해 천문학적인 요동이 산소 동위원소의 변동과 상호 관계가 있다는 것이 통계학적으로 알려지면서 지구 기후 변화에 대한 천문학적 이론이 지지를 받기 시작했다.

## 지구의 운동
지구가 자전과 공전을 함에 따라 몇 가지 요인들이 지구 기후에 크고 작은 영향을 준다. 밀루틴 밀란코비치는 공전 궤도 이심률과 자전축 경사, 세차운동을 연구해 이러한 변화들이 지구에 도달하는 태양 복사 에너지의 양과 도달위치를 변화시킨다는 사실을 알아냈다.

### 공전궤도 이심률

이심률이 0인 원형 궤도.

이심률이 0.5인 궤도

지구의 공전 궤도는 타원형이다. 이심률은 타원이 원에서 얼마나 찌그러져있는지를 나타내는 척도이다. 지구 공전 궤도의 모양은 시간에 따라 거의 원형(0.005의 낮은 이심률)에서 완만한 타원 모양까지(0.058의 높은 이심률) 변화하고 평균 이심률은 0.028이다. 이 변화에 있어서 가장 주요한 요인이 413,000년의 주기로 이심률을 ±0.012만큼 변화시킨다. 또 다른 요인들은 95,000년에서 125,000년 주기를 가지고 (공명 주기 400,000년), 대략적으로 100,000년 주기와 맞는다. 현재의 공전 궤도 이심률은 0.017이다.
만약 지구가 태양 주변을 공전하는 유일한 행성이었다면, 지구 공전 궤도의 이심률은 오랜 시간이 지나는 동안에도 거의 변화하지 않을 것이다. 목성과 토성의 중력장과의 상호작용이 지구의 공전 궤도 이심률을 변화시키는 주된 요인이다. 그러나 공전 궤도의 이심률이 변화하여도 타원 궤도의 장반경의 길이는 달라지지 않는다. 천체역학에서 궤도의 진화를 계산하기 위해 사용되는 섭동 이론에 따르면, 장반경의 길이는 변하지 않는 값이다. 케플러 제3법칙에 따르면 공전 주기는 궤도의 장반경에 의해 결정된다. 그러므로 지구의 공전 주기, 즉 항성년의 길이 역시 궤도가 변하더라도 달라지지 않는다. 궤도 이심률이 증가함에 따라 단반경의 길이가 짧아지면, 계절의 변화가 커진다. 또 케플러 제2법칙에 따르면 공전 궤도의 이심률이 작을 때 지구에 도달하는 평균 태양 복사량의 변화는 아주 작다.
지구가 태양에서 가장 멀리 떨어져 있을 때, 즉 원일점에서 받는 태양 복사 에너지의 양과 태양에 가장 가까이 다가갔을 때, 즉 근일점에서 받는 태양 복사 에너지의 차이는 이심률 차이의 약 4배보다 조금 더 크다. 현재 궤도 이심률에서는 근일점과 원일점에서의 태양 복사 에너지의 차이는 약 6.8%이고, 거리 차는 3.4%(510만 km)이다. 현재 근일점은 1월 3일 근처에, 원일점은 7월 4일 근처에 위치한다. 공전 궤도의 이심률이 가장 클 때 근일점에서의 태양 복사 에너지의 양은 원일점에서보다 약 23%나 큽니다.

### 자전축 경사

22.1°에서 24.5°까지의 자전축 경사.

지구 자전축의 경사는 지구 공전 궤도면에 대해 변화한다. 이 변화는 22.1°에서 24.5°까지 2.4°의 폭으로 약 41,000년을 주기로 일어난다. 자전축 경사가 증가할 때, 여름에는 더 많은 태양 복사 플럭스를 받고 겨울에는 더 적게 받으면서 계절에 따른 태양 복사 에너지의 진폭이 증가한다.
현재 지구 자전축은 궤도면에서 23.44°기울어져 있고, 자전축 경사 양끝값의 거의 중간쯤에 있다. 이 경사는 줄어드는 추세에 있으며 서기 약 10,000년 경에 최솟값에 도달할 것이며 이 추세는 겨울을 더 따뜻하게, 여름을 더 춥게 만들고 있다. 그러나 현재 증가하고 있는 온실 기체의 영향은 이러한 자전축 변화의 효과를 거의 무시해버릴 것이다.

### 세차운동

지구의 세차 운동.

세차운동은 지구 자전축의 방향이 멀리 떨어진 별에 대해 원형으로 회전하는 현상으로 약 26,000년의 주기를 가지고 있다. 이러한 회전 운동은 회전하는 강체인 지구에 작용하는 태양과 달의 조력 때문에 일어나며, 이러한 현상은 지구가 완벽한 구가 아닌 살짝 찌그러진 모양이기 때문에 발생한다. 태양과 달이 세차운동에 끼치는 영향은 거의 비슷하다.
자전축이 근일점에서 태양을 가리키는 방향으로 되면, 지구의 한 쪽 반구는 더 큰 계절 차이를 가지게 되고 반대편 반구는 더 작은 계절 변화가 일어나게 된다. 근일점에서 여름이 되는 반구에서는 더 많은 태양 복사를 받게 되지만, 같은 반구에서 겨울에는 더 적은 태양 복사를 받게 되어 더 추운 겨울이 온다. 반대편 반구에서는 비교적 따뜻한 겨울과 시원한 여름이 온다.
자전축이 춘분점과 추분점 근처에서 원일점과 근일점이 일어나도록 정렬된다면 북반구와 남반구는 비슷한 계절 차이를 가지게 된다.
현재 근일점은 남반구의 여름에, 원일점은 남반구의 겨울에 위치한다. 그러므로 다른 요인들이 동일하다면 남반구의 계절은 북반구의 계절보다 연교차가 더 크게 된다.

## 문제점
관측되는 기후의 주기성이 궤도 주기와 상당히 잘 맞는 덕분에 밀란코비치의 궤도 이론은 압도적인 지지를 받고 있다. 그럼에도 불구하고 아직 이론과 관측을 연결 짓는데에 몇 가지 문제점들이 남아 있다.

## 참고 문헌
- 김동주 외 (2000), "푸른행성 지구환경과학개론", 370-2.
- 이승호 (2007), "기후학", 370-4.
- 로저 G. 배리, 리처드 J. 초얼리 (2002), "현대기후학", 375-6.